# Oaktree Capital Management
Oaktree Capital Management, nota semplicemente come Oaktree, è una società statunitense di gestione patrimoniale specializzata in strategie di investimento alternative. Fondata nel 1995, è il più grande investitore di "titoli in difficoltà" al mondo ed è uno dei maggiori investitori di credito. È quotata alla Borsa di New York e ha sede a Los Angeles, con uffici aggiuntivi a New York, Londra e Hong Kong e altri uffici a Parigi, Francoforte sul Meno, Amsterdam, Lussemburgo, Stamford, Pechino, Shanghai, Singapore, Seul e Milano.
La società, al 30 settembre 2024, gestiva 205 miliardi di dollari di asset in gestione per la sua clientela che comprende 73 dei 100 maggiori piani pensionistici statunitensi, nonché fondi pubblici, fondazioni, società societarie e assicurative, fondi di dotazione e fondi sovrani.
Dal 2019 Brookfield Corporation è azionista di maggioranza con il 62% delle quote della società.

## Storia

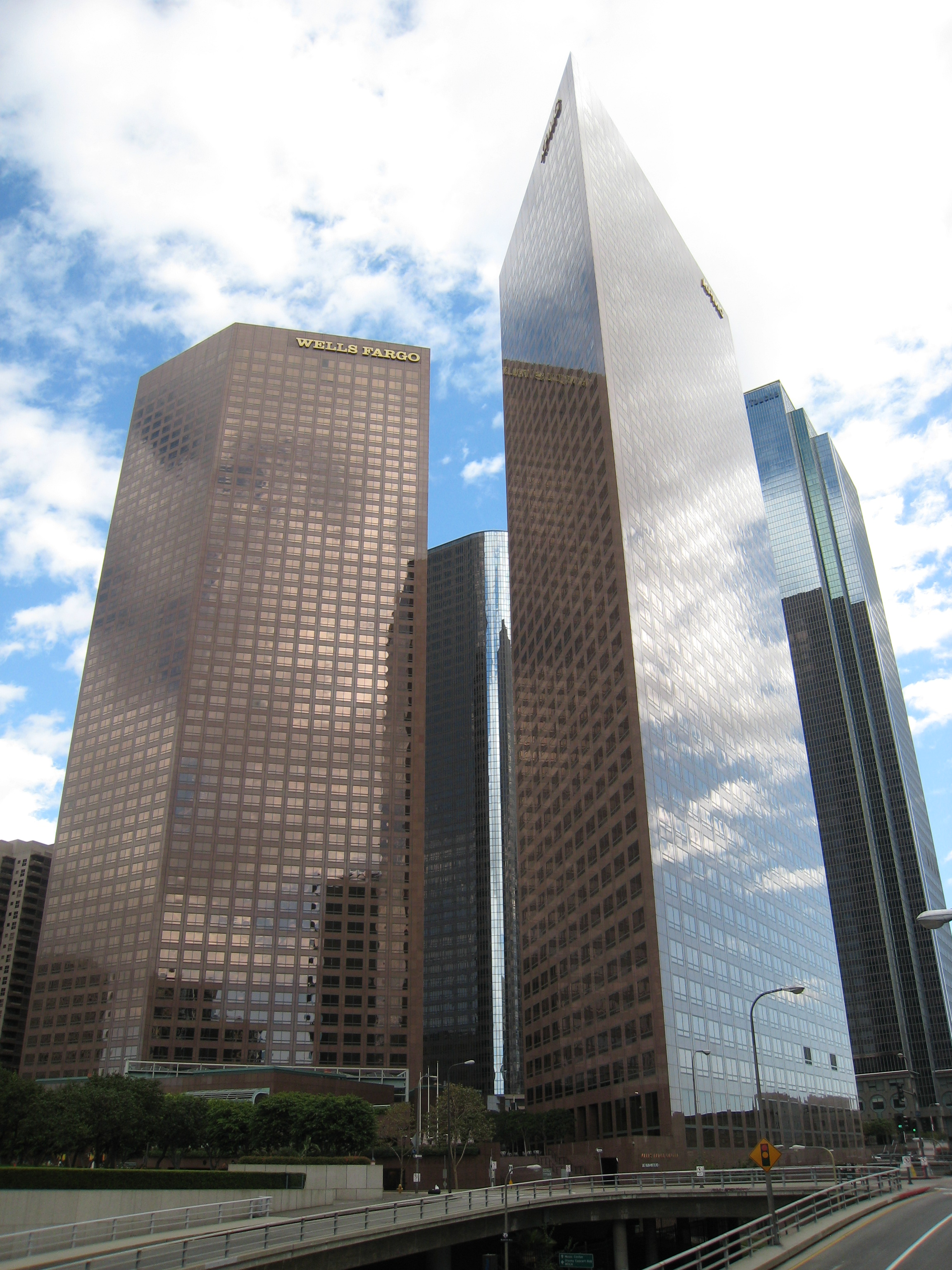
Oaktree ha sede nella Wells Fargo Tower a Los Angeles

Oaktree è stata fondata nel 1995 da un gruppo di investitori come affiliata del TCW Group per investimenti ad alto rendimento. Oaktree ha ampliato le sue attività di investimento con strategie complementari. Queste "strategie" includono infrastrutture, debito e prestiti consolidati. Nel 2001, Oaktree ha optato per investimenti in Asia e prestiti in Europa e negli Stati Uniti d'America. Nel 2005, Oaktree ha dovuto chiarire le sue politiche e procedure di investimento. Nel 2008 la società ha raccolto 11 miliardi di dollari per il suo fondo di debito.
Nel 2009, Oaktree Capital è stata selezionata dal Dipartimento del tesoro degli Stati Uniti d'America, insieme ad altri fondi (BlackRock, Invesco e altri) per partecipare al "Private Investment Program" (PPIP).
Nel 2009, Oaktree ha acquisito una partecipazione del 22% in DoubleLine Capital, una società di investimento con sede a Los Angeles specializzata in mutui spazzatura. Nel 2011, Oaktree acquista Sabal Financial Group, una società che si concentra sull'acquisizione e la valutazione di immobili.
Nel 2010 Oaktree Capital è stato uno dei tre fondi che hanno formato il Russell Global Opportunistic Credit Fund, un'operazione guidata da Credit Suisse. Nel 2011, mettendo da parte la crisi del debito sovrano europeo, Oaktree ha avviato il suo European Principal Fund III, con un impegno capitale di 3.000 milioni di dollari.
Nel 2012 Oaktree ha raccolto più di 1,2 miliardi di dollari per il suo Oaktree Opportunity Fund IX. Nell'aprile 2012, Oaktree si è quotata in borsa al NYSE, su consiglio di Goldman Sachs, dopo che Apollo Management è stato eliminato dal sistema.
Nel 2019 il fondo di investimento canadese Brookfield Corporation ha acquistato oltre il 62% della società per 4,7 miliardi di dollari. Oaktree continua a operare come azienda autonoma, insieme, Brookfield e Oaktree hanno oltre 1.000 miliardi di dollari di asset in gestione.
Il 22 maggio 2024 Oaktree Capital Management ha assunto il controllo di FC Internazionale Milano dopo il mancato pagamento del prestito da parte di Suning, stabilendo un nuovo corso per il club italiano.

## Fondi di investimento
Oaktree divide le sue attività in 4 classi: credito, private equity, beni reali e azioni quotate. La struttura del fondo varia a seconda della classe in questione.
Le offerte di fondi di Oaktree sono organizzate in tre grandi categorie basate sulla liquidità e sul periodo lock-up (tempo nel quale è proibito al management e ad importanti investitori la vendita delle proprie azioni):
- fondi chiusi - strutturati per società che hanno determinati periodi e che possono sottoscrivere partecipazioni in società in accomandita semplice. I fondi chiusi hanno un periodo di investimento di tre, quattro o cinque anni.
- fondi aperti - strutturati per partnership che ammettono nuovi partner sulla base attuale. A differenza dei Fondi Near End, questi Fondi non hanno un periodo di investimento. Il capitale può essere sottoposto a nuovi investimenti in qualsiasi momento durante la vita del fondo.
- fondi perenni - i "fondi perenni" investono in società e mercati su base lunga o breve. Come i fondi aperti, Oaktree accetta nuovo capitale per fondi perenni sulla base corrente. I clienti di fondi perenni sono generalmente soggetti a un periodo compreso tra uno e tre anni.

## Investimenti aziendali
- Anthology — è il proprietario di maggioranza di una piattaforma fondata nel 2013 per sviluppare alloggi residenziali su larga scala a Londra.[8]
- Arcade Beauty — è leader mondiale nelle soluzioni di confezionamento di campioni per i settori dei profumi e di cosmesi.[9]
- Ascot Lloyd Holdings Limited — è una società britannica di pianificatori finanziari e gestori patrimoniali.[10]
- Coffim — ha acquisito nel 2019 una partecipazione del 30% nell'azienda francese specializzata in alloggi residenziali e residenze.[11]
- General Maritime — linea di petroliere che utilizza navi ed equipaggi stranieri con sede a New York.
- Sky Holding — proprietà di aerei a reazione.
- Fitness First — catena di club benessere globale. Acquisito in collaborazione con Marathon Asset Management nel 2012.[12] Parti di attività sono successivamente vendute nel 2016 e 2017.[13][14][15]
- Campofrío Food Group — nel 2013 acquista il 24%.[16]
- Vitanas — acquisita nel 2017, è un operatore di case di cura private con sede a Berlino.[17]
- Vivart — industria della moda francese.
- Quiksilver — azienda sportiva americana vendita al dettaglio.[18]
- Billabong — la più grande azienda australiana di abbigliamento da surf.[19]
- PegasusLife Group — l'azienda acquisisce, sviluppa e gestisce alloggi di fascia alta per anziani.[8]
- RAFI — è una azienda tedesca che produce componenti e sistemi elettromeccanici ed elettronici; dal 2020 è controllata da Oaktree.[20]
- Aleris International — era un produttore americano di laminati di alluminio, con sede a Beachwood, Ohio.
- Almatis Group — è una azienda leader mondiale nello sviluppo, produzione e fornitura di alluminio di alta qualità e prodotti a base di alluminio.[21]
- Townsquare Media

### Media e mezzi di comunicazione
- Tribune Company — acquisita congiuntamente con JPMorgan Chase e Angelo, Gordon & Co.; acquisizione completata nel luglio 2012.[22]
- Nine Entertainment Co. — rilevata (insieme ad Apollo Global Management e Goldman Sachs) da CVC Asia Pacific in un accordo di rifinanziamento nell'ottobre 2012, ha venduto la quota finale nel 2017.[23]
- MediaWorks New Zealand — ha acquisito una quota di controllo del 77,8% nell'attività, dopo aver recentemente acquistato azioni da RBS e Westpac; acquisizione completata il 29 aprile 2015.[24]

### Sport
- Caen — nel 2020, insieme al produttore Pierre-Antoine Capton, ha rilevato la totalità delle azioni del club militante in Ligue 2.
- Golden State Warriors — Karsh, uno dei co-fondatori e co-presidente, è azionista di minoranza del club della NBA.
- Swansea City Association Football Club — Kaplan, uno dei co-fondatori ma non più nell'organigramma, è co-proprietario del club inglese.
- Memphis Grizzlies — Kaplan è anche azionista di minoranza del club della NBA.

## Investimenti aziendali in Italia
- Banca Progetto che è attualmente di BPL Holdco S.a.r.l. – veicolo di investimento riconducibile a Oaktree Capital Group che detiene una quota pari al 99,824% del capitale sociale. [25]
- Castello SGR S.p.A. — è una società di gestione del risparmio indipendente specializzata in fondi comuni di investimento immobiliare. Nel 2020 Oaktree ha rilevato l’82% di Castello sgr.[26]
- Costa Edutainment S.p.a — società attiva nella gestione di parchi di intrattenimento ed educazione scientifica, nel 2019 Oaktree ha investito 40 milioni di euro per comprare il 40% della società.[27]
- Mail Boxes Etc. — è una azienda multinazionale del gruppo societario "Famiglia Fiorelli", con sede principale a Milano, di centri di vendita al dettaglio che offre servizi in outsourcing in ambito spedizioni, logistica, servizi di stampa e marketing. Nel febbraio 2020 è stato firmato un accordo che prevede l’acquisizione da parte di "Oaktree" di una partecipazione sino al 40% del capitale di "Mail Boxes Etc.", attraverso un progressivo aumento di capitale per un valore massimo di 120 milioni di euro e attraverso una società veicolo la OCM Luxembourg POW V S.à.r.l.. Al momento detiene il 22% della società.[28]
- Picomedia — ha acquisito il 75% della società che opera settore della produzione cinematografica e televisiva italiana.[29]
- Stand by Me — ha acquisito il 75% della società che opera settore della produzione cinematografica e televisiva italiana.[30]
- Football Club Internazionale Milano — nel maggio 2024 ha acquisito il controllo indiretto del 99,6% del capitale del club militante in Serie A mediante l'acquisizione del controllo diretto del 100% del capitale societario di Great Horizon S.à r.l., veicolo lussemburghese riconducibile a Suning Holdings Group.[31][32][33]

## Dirigenti
Dirigenti e direttori senior:
- Howard Marks - Presidente[35]
- Bruce Karsh - Presidente e CIO[36]
- Robert O'Leary - Co-Amministratore delegato[37]
- Armen Panossian - Co-Amministratore delegato[38]
- Todd Molz - Direttore operativo[39]
- John Frank - Vicepresidente[40]
- Sheldon Stone - Amministratore[41]
- Depelsha McGruder - Direttore esterno[42]
- Steven Gilbert - Direttore esterno[43]
- Marna Whittington - Direttore esterno[44]
- Mansco Perry - Direttore esterno[45]
- Bruce Flatt - Direttore di Brookfield[46]
- Justin Beber - Direttore di Brookfield [47]
- Craig Noble - Direttore di Brookfield[48]

## Dati finanziari
I dati seguenti sono riferiti al 30 settembre 2024:
| Anno   | 1995 | 2000  | 2005  | 2010  | 2015   | 2020   | 2024   |
| ------ | ---- | ----- | ----- | ----- | ------ | ------ | ------ |
| Totale | 5,00 | 18,00 | 30,00 | 84,00 | 114,00 | 148,00 | 205,00 |

## Azionariato
Brookfield detiene circa il 62% delle attività di Oaktree e i detentori di quote di Oaktree Capital Group Holdings (OCGH), è costituita principalmente dai fondatori di Oaktree e da alcuni altri membri del management e dei dipendenti, possiedono il restante 38% circa.
- Brookfield Asset Management — 62%
- Oaktree Capital Group Holdings, L.P. — 38%